# Белвју (Ајдахо)
Белвју (енгл. Bellevue) град је у америчкој савезној држави Ајдахо.

## Демографија
По попису из 2010. године број становника је 2.287, што је 411 (21,9%) становника више него 2000. године.
| Група             | 2000.         | 2010.         |
| Белци             | 1.498 (79,9%) | 1.584 (69,3%) |
| Афроамериканци    | 1 (0,1%)      | 6 (0,3%)      |
| Азијати           | 18 (1,0%)     | 10 (0,4%)     |
| Хиспаноамериканци | 363 (19,3%)   | 659 (28,8%)   |
| Укупно            | 1.876         | 2.287         |